# Magic Fly (album)
Magic Fly è un album in studio del gruppo musicale francese Space, pubblicato nel 1977. 
Da esso vennero estratti i due singoli Magic Fly, entrato in molte classifiche, e Tango in Space.
L'album Magic Fly raggiunse la posizione numero 11 nel Regno Unito.

## Tracce
1. Fasten Seat Belt – 5:58
2. Ballad for Space Lovers – 2:16
3. Tango in Space – 4:28
4. Flying Nightmare – 3:31
5. Magic Fly – 4:18
6. Velvet Rape – 4:27
7. Carry On, Turn Me On – 8:18

## Formazione
- Didier Marouani (come Ecama) – tastiere, sintetizzatori
- Roland Romanelli – tastiere, sintetizzatori
- Joe Hammer – batteria, percussioni
- Jannick Top – sintetizzatori
- Jean Phillippe Illiesco – produzione
- Patrick Fraigneau – ingegnere del suono, missaggio
- Jerome Corbier – rimasterizzazione
- André Perriat – rimasterizzazione